# Макстон Холл — Мир между нами

«Макстон Холл — Мир между нами» (англ. Maxton Hall — The World Between Us, нем.  Maxton Hall — Die Welt zwischen uns) — телесериал на немецком языке, продаваемый на Amazon Prime Video. Это адаптация книги Моны Кастен «Спаси меня». Актёрский состав возглавляют Дамиан Хардунг в роли Джеймса Бофорта и Гарриет Хербиг-Мэттен в роли Руби Белл. Премьера сериала состоялась 9 мая 2024 года, и это был самый успешный запуск сериала из всех неамериканских Prime Original за всю историю. «Мэкстон Холл» стал самым популярным сериалом на Prime Video во всем мире вскоре после его выпуска, заняв первое место в чартах более чем в 120 регионах.

## Сюжет

### 1 сезон
Руби Белл, блестящая и целеустремленная молодая девушка, получает стипендию в роскошный мир Макстон-холла. Её единственной целью является получение места в Оксфордском университете, что резко контрастирует с беззаботной расточительностью её богатых одноклассников. Среди них Джеймс Бофорт, высокомерный наследник, чья жизнь вращается вокруг привилегий.
Забыв предоставить документ для своего рекомендательного письма мистеру Саттону, учителю школы, она натыкается на Лидию Бофорт, имеющую тайный роман с мистером Саттоном. Лидия думает, что Руби раскроет её историю, поэтому обращается за помощью к своему брату Джеймсу. Джеймс пытается подкупить Руби, но та, в свою очередь, отказывается от всех его попыток.
Затем Руби просит директора школы, мистера Лексингтона, дать письмо вместо мистера Саттона, поскольку она больше не уважает его так, как раньше. Она сообщает мистеру Лексингтону, что является председателем организационного комитета мероприятия, поэтому он заключает сделку с Руби, что, если ей удастся провести предстоящее мероприятие, направленное на успешное привлечение новых потенциальных студентов, он рассмотрит возможность написать ей письмо.
Мистер Саттон расстается с Лидией даже после того, как она умоляет его оставить всё как есть. Вечеринка проходит гладко, пока не появляются стриптизерши, которых Джеймс пригласил, чтобы испортить мероприятие Руби, поскольку он считает, что Руби имеет скрытые намерения разрушить семью Бофорт с помощью секрета Лидии.
Директор в ярости, отстраняет Джеймса из команды по лакроссу и отказывает Руби в её рекомендательном письме. Однако он готов изменить своё решение, если Руби и Джеймсу удастся провести успешный благотворительный вечер для школы. После начальной фазы враждебности Руби и Джеймс в течение следующих нескольких недель начинают сближаться, и Джеймс помогает им в меру своих возможностей.
Джеймс готовится к созданию линии «Молодой Бофорт» - идеи, которую Лидия придумала и над которой усердно работала в течение многих лет, однако их отец считает Лидию непригодной для того, чтобы возглавить компанию в качестве будущего генерального директора. К сожалению, пресс-конференция совпадает с гала-концертом, на котором Джеймс обещал Руби присутствовать, поскольку от совпадает с её днём рождения. После напряженного разговора с отцом, вынуждающего его пойти на конференцию, Джеймс принимает решение спонтанно, когда репетирует реплики с Лидией в машине, и решает пойти на гала-концерт.
Гнев отца Джеймса не знает границ, когда он узнает об отношениях своего сына с Руби, поскольку он ловит их целующимися в подвале гала-концерта. Он считает её ниже себя и прибегает к шантажу, угрожая разрушить будущее Руби, чтобы заставить Джеймса разорвать отношения. Убитый горем и отчаянно пытаясь защитить Руби, Джеймс принимает мучительное решение прекратить их отношения.
Увидев Лидию на гала-концерте, мистер Саттон подходит к Лидии и просит её сбежать с ним. Они договариваются встретиться в следующий четверг. Однако Лидия решает остаться на фотосессии со своей семьёй, в результате чего мистер Саттон убит горем, а их мечты о побеге разбиваются. Пока они все пытаются жить без своей настоящей любви, Лидия обнаруживает, что беременна ребёнком мистера Саттона.
Во время собеседования в Оксфордском колледже студенту 2-го курса, похоже, понравилась Руби. Джеймса охватывает ревность, когда он наблюдает, как они сближаются в баре. Руби публично набрасывается на него за то, что он свысока разговаривает со студентом во время вопросов и ответов для студентов Оксфорда. У них возникает гневная конфронтация, в которой Джеймс приходит к выводу, что он ни разу не сделал для себя того, чего хотел. Джеймс целует Руби в отместку, но Руби спрашивает Джеймса, почему он до сих пор игнорировал её, на что он рассказывает об угрозах своего отца. Они примиряются и занимаются сексом, Руби дает интервью, а Джеймс не приходит на свое последнее собеседование.
По возвращении домой Джеймсу и Лидии сообщают, что их мать скончалась. Джеймс злится на своего отца за его поведение и нападает на него. Удерживаемый водителем отца, Джеймс убегает прочь, гуляя по улицам. Он оказывается перед домом Руби, но, увидев, что она счастлива со своей семьёй, уходит, и сезон заканчивается.

## Актёрский состав

### Главные роли
- Гарриет Хербиг-Мэттен в роли Руби Белл: студентка-стипендиат Макстон-холла, готовящаяся к поступлению в Оксфорд, подруга Джеймса.
- Дамиан Хардунг в роли Джеймса Бофорта: старшего студента Макстон-холла, парня Руби, брата-близнеца Лидии.

### Другие роли
- Соня Вайссер в роли Лидии Бофорт: бывшей студентки Макстон-холла, сестры-близнеца Джеймса, подруги Грэма.
- Эйдин Джалали в роли Грэма Саттона: учитель в Макстон-холле, парень Лидии
- Федя ван Хуэт в роли Мортимера Бофорта: отец Джеймса и Лидии, муж Корделии
- Джастус Риснер в роли Алистера Эллингтона: студента Макстон-холла, брата Элейн, лучшего друга Джеймса, парня Кешава.
- Андреа Го в роли Линь Вана: студентки Макстон-холла, лучшей подруги Руби.
- Руна Грейнер в роли Эмбер Белл: сестра Руби, дочь Хелен и Ангуса.
- Мартин Нойхаус в роли Ангуса Белла: отец Руби и Эмбер, муж Хелен
- Джулия-Мария Кёлер в роли Хелен Белл: мать Руби и Эмбер, жена Ангуса
- Бен Фелипе в роли Сирила Веги: студента Макстон-холла, друга Джеймса, одностороннего поклонника Лидии.
- Говинда Габриэль Чоллети в роли Кешава «Кеша» Пателя: студента Макстон-холла, парня Алистера, друга Джеймса.
- Клелия Сарто в роли Корделии Бофорт: мать Джеймса и Лидии, жена Мортимера
- Эли Риккарди в роли Элейн Эллингтон: студентки Макстон-холла, сестры Алистера, односторонней поклонницы Джеймса.

## Производство
Шестисерийный первый сезон, снятый Мартином Шрайером и Тареком Ролингером, был записан в 2022 году. Продюсерами сериала являются Маркус Бруннеманн и Валентин Деблер, а исполнительным продюсером — Джейлан Йылдирим для UFA Fiction. Дафна Ферраро — главный сценарист.
Актёрский состав возглавляют Харриет Хербиг-Мэттен в роли Руби и Дамиан Хардунг в роли Джеймса, а также в него входят Соня Вайссер, Бен Фелипе, Федя ван Хуэт, Руна Грайнер, Юстус Риснер, Клелия Сарто, Андреа Го, Эйдин Джалали.
Съёмки проходили в Берлине, Лондоне, Оксфорде, а также замке Мариенбург (Ганновер) и его окрестностях.
Сериал был продлён на второй сезон в мае 2024 года после того, как за первую неделю мирового показа на Amazon Prime Video было достигнуто самое большое количество зрителей в мире. Съёмки второго сезона запланированы на лето 2024 года в Берлине и Лондоне, а режиссёрами опять будут Тарек Ролингер и Мартин Шрайер. Премьера второго сезона запланирована на 7 ноября 2025 года. 9 июня 2025 года сериал был продлен на финальный третий сезон.

## Трансляция
Премьера сериала состоялась 9 мая 2024 года на Amazon Prime Video.

## Приём
Веб-сайт агрегатора обзоров Rotten Tomatoes сообщил о рейтинге критиков 75 % на основе 8 обзоров со средней оценкой 4,8 из 10. При этом рейтинг аудитории составляет 90 %.

## Внешние ссылки
- «Макстон Холл — Мир между нами» (англ.) на сайте Internet Movie Database